# Jean Martine
Pour les articles homonymes, voir Martine.
Jean Martine, né le 21 février 1909 à Dieppe et décédé le 13 janvier 1972 à Paris, est un syndicaliste et homme politique de la côte française des Somalis (CFS).

## Biographie
Jean Martine est titulaire d'un CAP d'ajusteur et d'une maîtrise d'électricité. Électricien puis chef-électricien à la SNCF, il est affecté en CFS à la fin de la Seconde Guerre mondiale comme électricien à la compagnie du chemin de fer franco-éthiopien. Syndicaliste, il serait également membre du Parti communiste, ou du moins proche.
Après son mandat parlementaire (1946-1951), il reste dans le territoire où il achète en 1951 la maison de commerce Bertrand, avec le soutien de Charles Michel-Côte, président du chemin de fer, et un prêt de la Banque de l'Indochine.

### Carrière politique
En mars 1946, il est élu au Conseil représentatif du territoire dans un scrutin organisé par « groupes ethniques » qui ne se déroule pas au suffrage universel, puisque seulement une petite partie des « indigènes » peuvent voter. Il est élu sur la fraction « européenne ». Il est ensuite élu président du Conseil le 26 avril.
Battu aux élections législatives du 4 novembre 1945 et du 12 juin 1946 par René Bernard-Cothier (UDSR), il est élu représentant du Territoire à l'Assemblée nationale française en novembre 1946, avec 550 voix. Inscrit aux « Indépendants d'outre-mer », il se détache du Parti communiste.
En novembre 1950, il est réélu au Conseil sur la liste « Défense des intérêts du territoire ». Il perd cependant ensuite son siège parlementaire au profit du gaulliste et ancien général Edmond Magendie, soutenu par les commerçants locaux (dont Ries, et Savon) lors de l'élection du 17 juin 1951 où il obtient 513 voix contre 2341 à son adversaire.
Il est encore réélu au Conseil représentatif en novembre 1955. Le 2 janvier 1956, il se présente à l'élection législative, où il obtient seulement 377 voix contre 2119 à Mahmoud Harbi.
Il disparaît de la vie politique locale lors de l'élection du 23 juin 1957, où s'applique la loi-cadre qui instaure le suffrage universel pour tous les nationaux. À cette occasion, il soutient la liste dirigée par Mahmoud Harbi.